# Irianassa
Irianassa is een geslacht van vlinders van de familie bladrollers (Tortricidae), uit de onderfamilie Chlidanotinae.

## Soorten
- I. alcyonopa Meyrick, 1926
- I. poecilaspis Meyrick, 1923
- I. sapphiropa Meyrick, 1905
- I. speciosana Pagenstecher, 1900
- I. uranopa Meyrick, 1927